# Diana Ghurtskaia
Diana Ghurtskaia (georgiska: დიანა ღურწკაია, ryska: Диана Гудаевна Гурцкая; Diana Gudajevna Gurtskaja), född 2 juli 1978 i Suchumi i Abchazien, är en känd blind sångerska från Georgien som representerade sitt land i Eurovision Song Contest 2008. Ghurtskaia bor numera i Moskva i Ryssland. Hennes efternamn har med det latinska alfabetet stavats både som Ghurtskaia, Gurtskaja och Gurtskaya. Det sistnämnda är den engelska transkriptionen av den ryska renderingen av namnet och användes under ESC 2008. Hon har sjungit tillsammans med storheter som Ray Charles.